# Luftpost

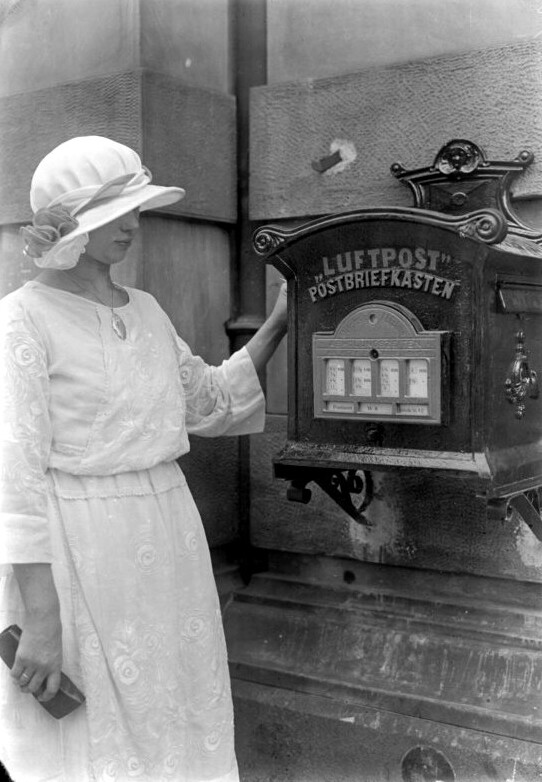
Erster Luftpost-Briefkasten in Berlin (1923)

Label zur priorisierten Luftbeförderung von Postsendungen

Luftpost (historisch und in der Philatelie auch Flugpost) ist die Beförderung von Postsendungen per Luftfracht oder Brieftauben. Die Beförderung mittels Luftpost erfolgt zum Teil nur gegen eine Entrichtung erhöhter Postgebühren, die früher mitunter durch Freimachung mit besonderen Luftpostwertzeichen eingezogen wurden. Die wissenschaftliche Auseinandersetzung mit der Luftpostgeschichte sowie das systematische Sammeln von Luftpostwertzeichen und Belegstücken heißt Aerophilatelie.

## Historische Entwicklung

### Die Anfänge der Luftpost
Bereits im Altertum wurden Botschaften mittels Flugpost überbracht, indem Brieftauben als Überbringer von Nachrichten eingesetzt wurden. Erstmals wurden Tauben im Alten Ägypten zur Nachrichtenüberbringung eingesetzt. Dieser besonders schnellen Art der Überbringung von Botschaften wurde militärische, politische und auch wirtschaftliche Beachtung beigemessen. Im Jahre 1279 v. Chr. wurde die Kunde von der Krönung des ägyptischen Pharaos Ramses II. durch vier freigelassene Tauben verbreitet. Brieftauben wurden auch von anderen Hochkulturen verwendet. Der römische Feldherr Julius Caesar bediente sich der besonderen Fähigkeiten der Brieftaube. Er ließ Nachrichten von Unruhen im eroberten Gallien durch eigene Botentauben überbringen, um so schnell wie möglich seine Truppen befehligen zu können.
Auch im Mittelalter wurde die Brieftaube als Nachrichtenüberbringer eingesetzt. Der Kalif von Bagdad, Nur-Eddin, richtete seine eigene Brieftaubenpost ein. Sie wurde allerdings nach der Zerstörung Bagdads im Jahre 1258 durch die Mongolen wieder eingestellt. Auch ägyptische Sultane richteten im Mittelalter eine eigene staatliche Taubenpost ein. Kreuzritter führten Brieftauben im 12. und 13. Jahrhundert aus dem Vorderen Orient erneut nach Europa ein.

### Die ersten Flugmaschinen

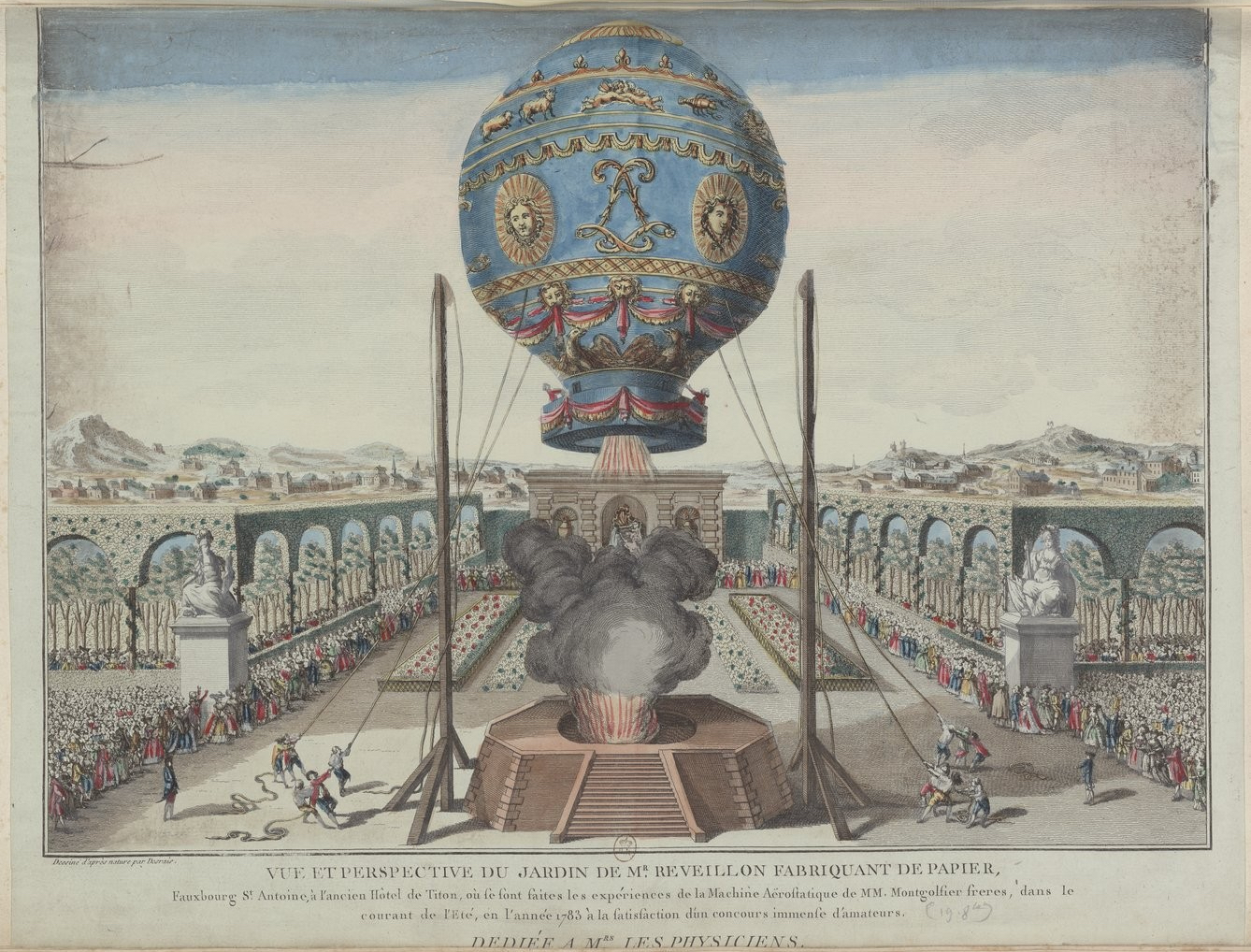
Montgolfière

Zur Zeit der Renaissance tauchten in Europa die ersten ernstzunehmenden Entwürfe von Flugmaschinen auf. Die bekanntesten stammen vom italienischen Universalgenie Leonardo da Vinci. Die ersten flugtauglichen Konstruktionen entstanden jedoch erst über 250 Jahre später. Die Brüder Montgolfier entdeckten durch einen Zufall, dass heiße Luft stark genug ist, um eine Papiertüte in die Luft zu heben. Diese Entdeckung war die Grundlage der Entwicklung des ersten Heißluftballons, der Montgolfière. Am 21. November 1783 fand die erste Fahrt eines Menschen mit einem Heißluftballon statt.
Die Erfindung des Heißluftballons hatte große Auswirkungen auf die Geschichte der Luftpost. Bereits ein Jahr nach der ersten bemannten Ballonfahrt nahmen die Piloten kleinere Nachrichten oder Mitteilungen auf ihre Fahrten mit. Jedoch kam es erst im Jahre 1793 zum eigentlichen Beginn der Ballonpostgeschichte. Aus den beiden belagerten Festungen Valenciennes und Condé in Frankreich wurden mit kleinen Ballons Mitteilungen für die Verbündeten der Eingeschlossenen aufgelassen. Diese Nachrichten wurden allerdings von den Feinden abgefangen. In den folgenden Jahrzehnten kam es zur weiteren Anwendungen von Ballons zur Nachrichtenübermittlung im Krieg.

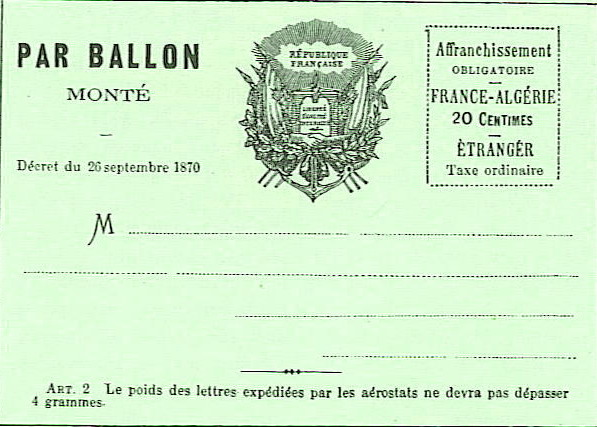
Adressseite eines französischen Ballonbriefs, 1870/71

Das berühmteste Beispiel unter Philatelisten aller Welt ist die Pariser Ballonpost. Die Verbindung zwischen Paris und dem unbesetzten Frankreich während des Deutsch-Französischen Krieges in den Jahren 1870 und 1871 konnte nur durch ein geschicktes Zusammenspiel zwischen Ballonpost und Brieftauben aufrechterhalten werden. Man gab den Ballonen aus Paris neben 2.500.000 Briefen und Postkarten insgesamt 363 Brieftauben mit, damit diese später mit Antworten oder anderen Nachrichten zurückkehren konnten. In Metz kam es ebenfalls während des Deutsch-Französischen Krieges zu ähnlichen Versuchen, mit Ballonen Verbündeten Nachrichten zukommen zu lassen (vergleiche Metzer Ballonpost).
Der erste amtliche Ballonpostflug fand am 17. Juli 1859 in den USA statt. Dieser führte von St. Louis in das 1290 km entfernte Henderson in New York. Der Pilot John Wise hatte 123 Briefe an Bord. Nur einer dieser posthistorischen Belege ist erhalten geblieben. In Deutschland fand der erste amtliche Ballonpostflug im Rahmen der Leipziger Gewerbeausstellung im Juni 1897 statt. Der Pilot Louis Godard übergab die beförderten Postkarten nach der Landung der Reichspost zur Weiterbeförderung. Die Karten erhielten private Bestätigungsstempel.
Bis zum Ende des 19. Jahrhunderts fanden solche Luftpostbeförderungen immer im Rahmen von besonderen Veranstaltungen oder aus militärischen Gründen statt. Der deutsche Generalpostmeister Heinrich von Stephan wies jedoch in einem vielbeachteten Vortrag auf die mögliche Bedeutung der Luftpost für die alltägliche Postbeförderung im Jahre 1874 hin. Dieser Vortrag erschien sogar als Buch unter dem Titel „Weltpost und Luftschifffahrt“.

### Die Erfindung des Flugzeugs

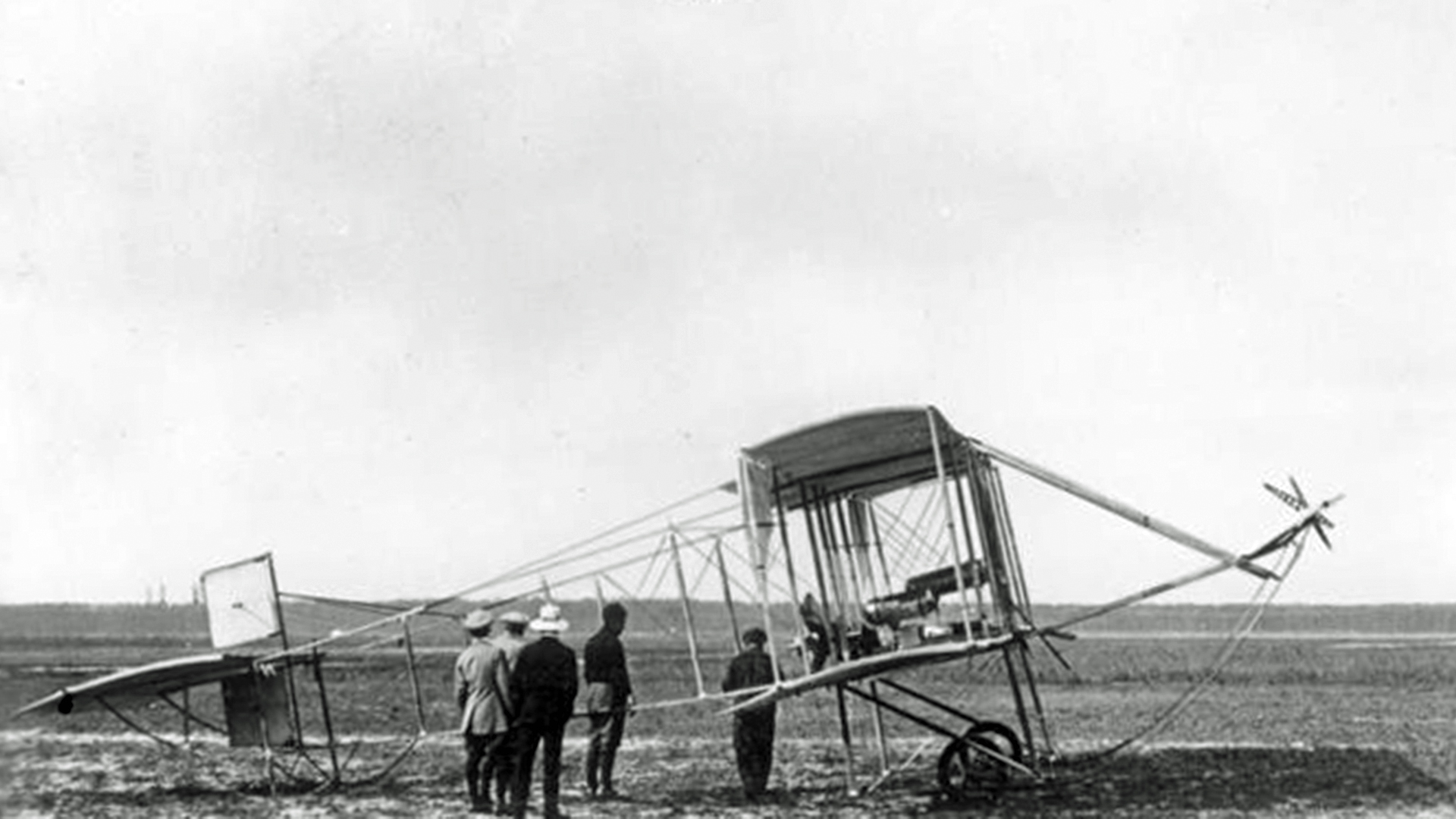
Ein Sommer Doppeldecker 1910 wie er am 18. Februar 1911 in Allahabad zur Postbeförderung genutzt wurde

Nichts hatte größere Auswirkungen auf die Geschichte der Luftpost als die Erfindung des Flugzeugs. Nach den ersten Flugversuchen Otto Lilienthals mit seinem Derwitzer Gleiter im Frühjahr 1891 fand am 17. Dezember 1903 der erste motorisierte Flug der Welt (Brüder Wright) statt. Fünf Jahre später kam es zu der ersten Beförderung von Postsendungen durch Flugzeuge: Am 12. August 1909 wurden im Rahmen einer Flugausstellung Sonderstempel für einen Rundflug über Mailand ausgegeben. Einen Monat später, am 20. September 1909, wurden anlässlich eines Rundflugs über die italienische Stadt Brescia mitgeflogene Belege mit einem ähnlichen Sonderstempel versehen. Bei diesen beiden Veranstaltungen wurden die Postsendungen jedoch nicht weiterbefördert.

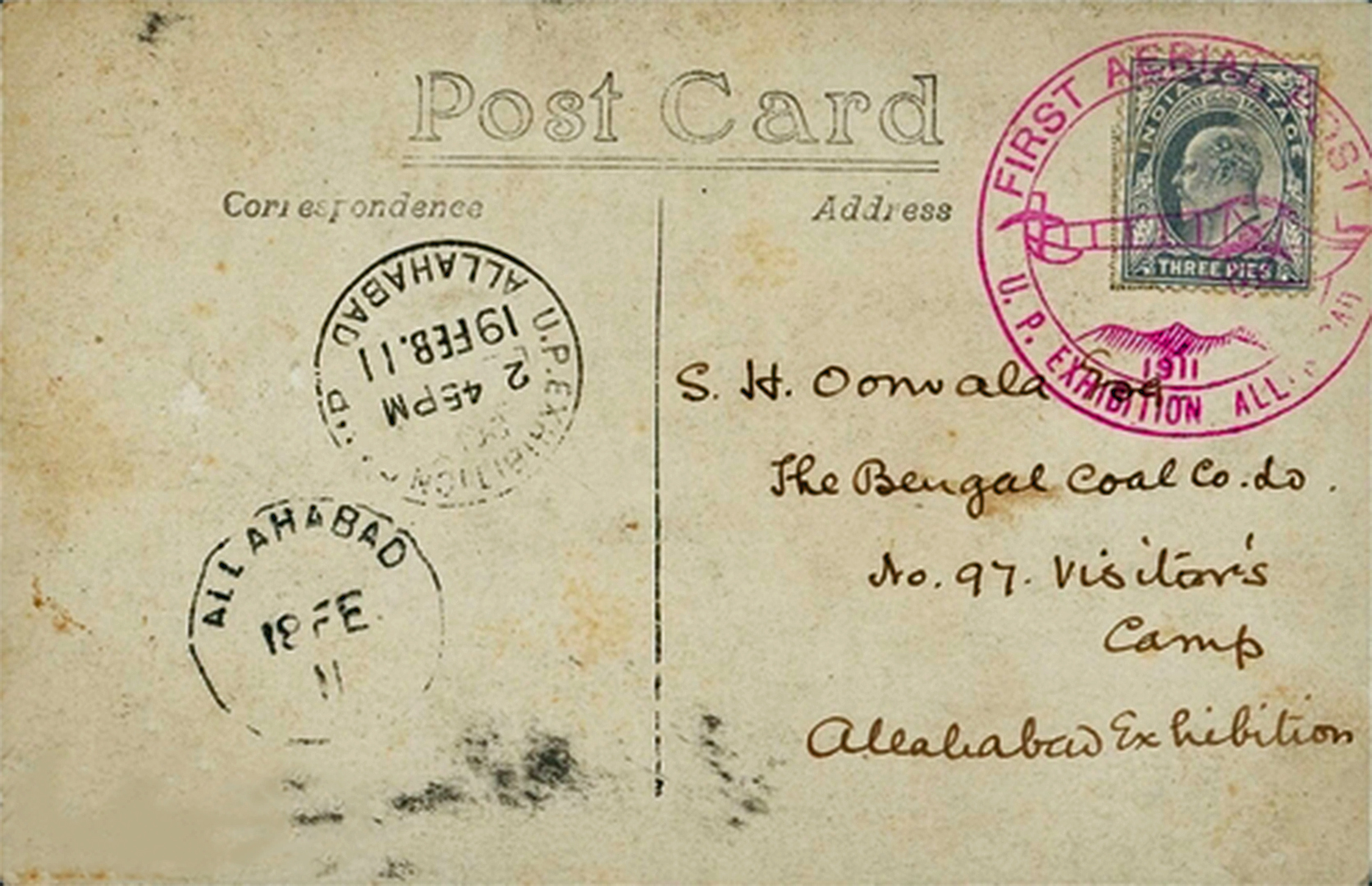
Postkarte der Luftpostbeförderung anlässlich der Kunst- und Gewerbeausstellung in Allahabad, 1911

Der erste offizielle Postbeförderungsflug zwischen zwei Orten fand am 18. Februar 1911 während einer Kunst- und Gewerbeausstellung in Indien statt. Der junge französische Pilot Henri Pequet transportierte etwa 6500 Briefe vom Ausstellungsort Allahabad in das etwa acht Kilometer entfernte Naini. Henri Pequet benötigte für diese Strecke mit seinem Doppeldecker Sommer ungefähr 13 Minuten. Die mitgeflogenen Belege wurden mit dem Bestätigungsstempel First Aerial Post, U. P. Exhibition Allahabad 1911 versehen.
In England wurde der erste regelmäßige Luftpostdienst am 9. September 1911 zwischen Hendon und Windsor aufgenommen.

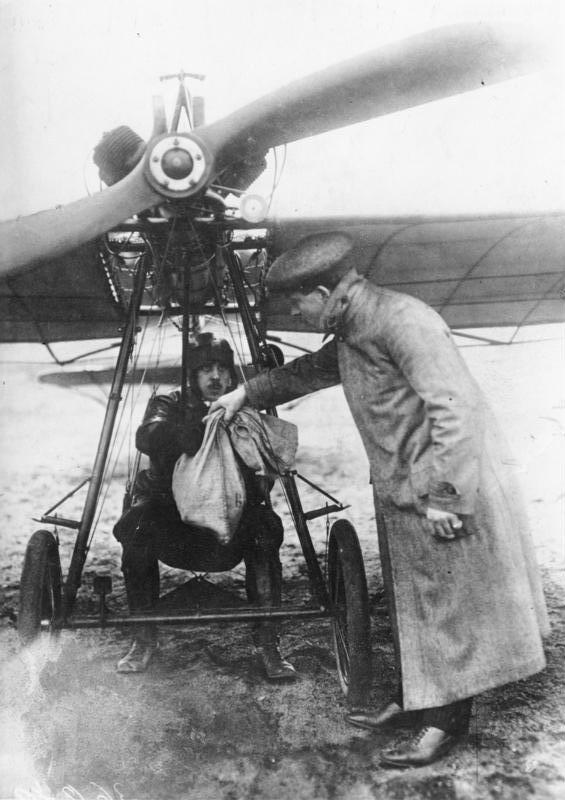
Postübergabe vor dem Flug zwischen Bork und Brück, 1912

Ein Jahr später, am 19. Mai 1912, fand der erste offizielle Postflug der Deutschen Reichspost zwischen Mannheim und Heidelberg statt (allerdings wurde die meiste Post nicht, wie vorgesehen, mit dem Luftschiff, sondern auf dem herkömmlichen Wege befördert). Mit Genehmigung des Reichs-Postamtes vom 1. Juni 1912 wurde dann vom 10. bis 23. Juni 1912 im Rahmen einer Wohltätigkeitsveranstaltung eine Luftpostbeförderung mit Zeppelin und Flugzeug und halbamtlichen Flugpostmarken, der sogenannten Flugpost am Rhein und am Main genehmigt. Zuvor gab es in Deutschland bereits mehrere private Postbeförderungen mit Flugzeugen ohne Genehmigung der Post. Die erste Veranstaltung dieser Art wurde am 13. November 1911 in Berlin durchgeführt.
Bei der Veranstaltung Flug um Berlin wurden Postkarten für Sammler auf den Flug mitgenommen. Die zweite Veranstaltung dieser Art war ein Flug über acht Kilometer zwischen den Orten Bork und Brück. Bei dieser Flugveranstaltung wurden erstmals Flugmarken ausgegeben. Sie dienten ausschließlich zur Finanzierung der Veranstaltung und hatten keinen postalischen Wert. Der Initiator der Aktion waren der Berliner Zahnarzt und Vorsitzende des Verkehrsvereins Borkheide Kurt Schaefer und sein Freund Hans Grade, der als Unternehmer die ersten Flugzeuge zu dieser Zeit produzierte. So startete am 18. Februar 1912 ein Grade-Flugzeug und bewerkstelligte damit die erste Flugpostbeförderung mit Flugmarken in Deutschland von Bork nach Brück. In Aleksandar Lifkas Kinematographischem Bericht der Ereignisse der letzten Woche wurde über diese Luftpostbeförderung unter dem Titel Die erste deutsche Luftpost zwischen Bork und Brück berichtet; der Film wurde auch in österreichischen Kinos aufgeführt.

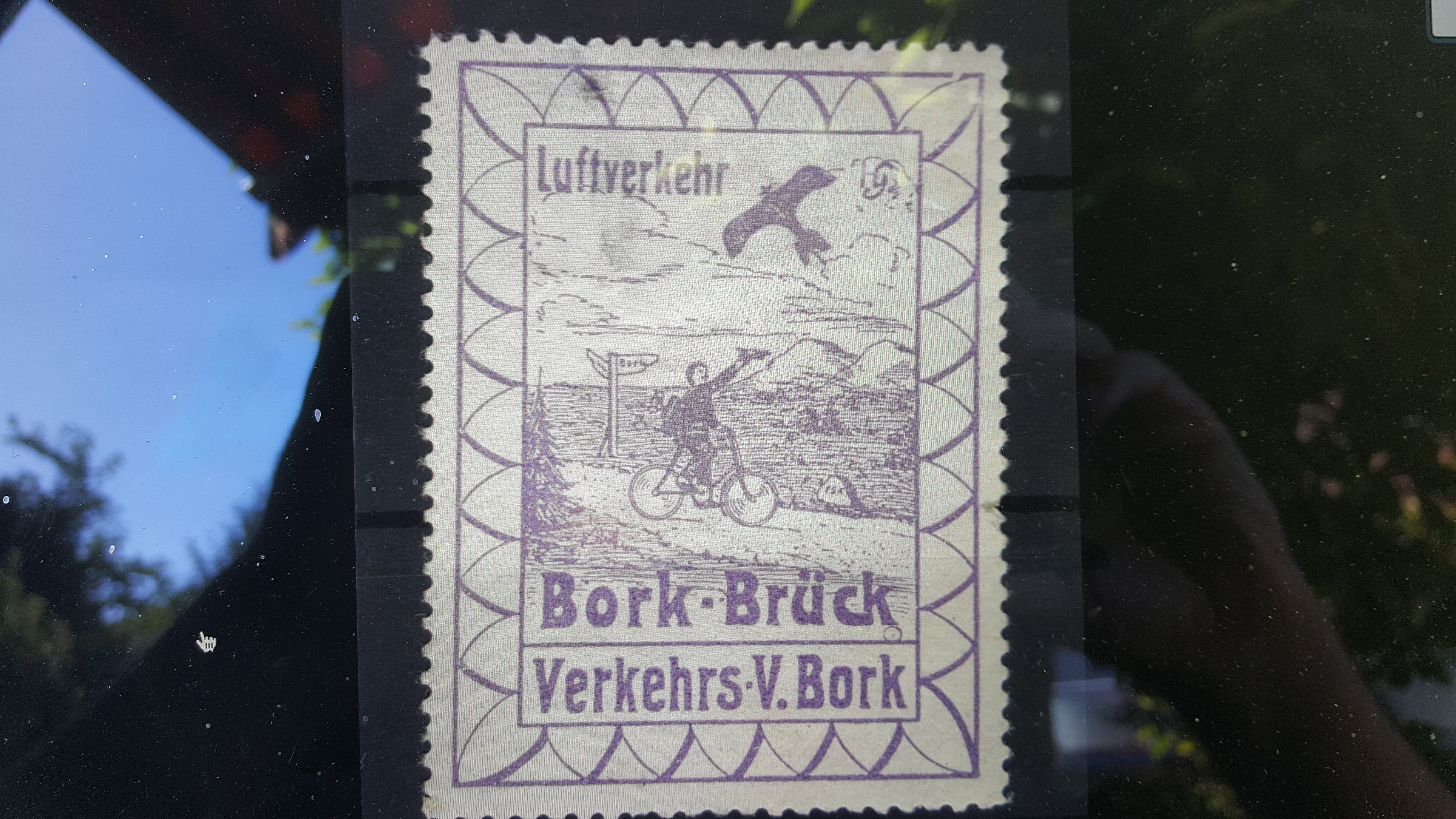
Flugmarke Bork-Brück

Der Schweizer Flugpionier Oskar Bider transportierte am 9. März 1913 die erste schweizerische Luftpost auf der Strecke Basel–Liestal.
In den folgenden Jahren gab es bis zum Ausbruch des Ersten Weltkrieges eine intensive Zusammenarbeit der Reichspost mit den Veranstaltern der Postflüge (siehe zum Beispiel Flugpost am Rhein und am Main). In anderen Ländern wurde jedoch selbst während des Krieges am Aufbau eines zivilen Luftpostnetzwerkes gearbeitet. In Italien wurden 1917 die ersten Flugpostmarken der Welt ausgegeben. Diese wurden zur Bezahlung der Postgebühren für die Beförderung per Luftpost auf den Strecken Turin–Rom und Rom–Palermo verwendet. Dabei handelte es sich noch um einen Probebetrieb. In Österreich wurde am 31. März 1918 die erste regelmäßige Flugpostlinie zwischen Wien, Krakau, Lemberg und Kiew eingerichtet. Dafür wurden ebenfalls eigene Flugpostmarken ausgegeben. Diese regelmäßige Postbeförderung durch Flugzeuge wird von vielen Philatelisten als eigentlicher Beginn der Flugpostgeschichte angesehen. Aber auch während des Ersten Weltkrieges wurde versucht eine Militärflugpost aufzubauen, die das Ziel verfolgte eingeschlossene Soldaten mit Informationen aus der Heimat zu versorgen. So kann man als erste Militärflugpost den Flug von österreichisch-ungarischen Fliegern zu den Soldaten in das durch die Russen umschlossene Przemyśl im Oktober 1914 bezeichnen.

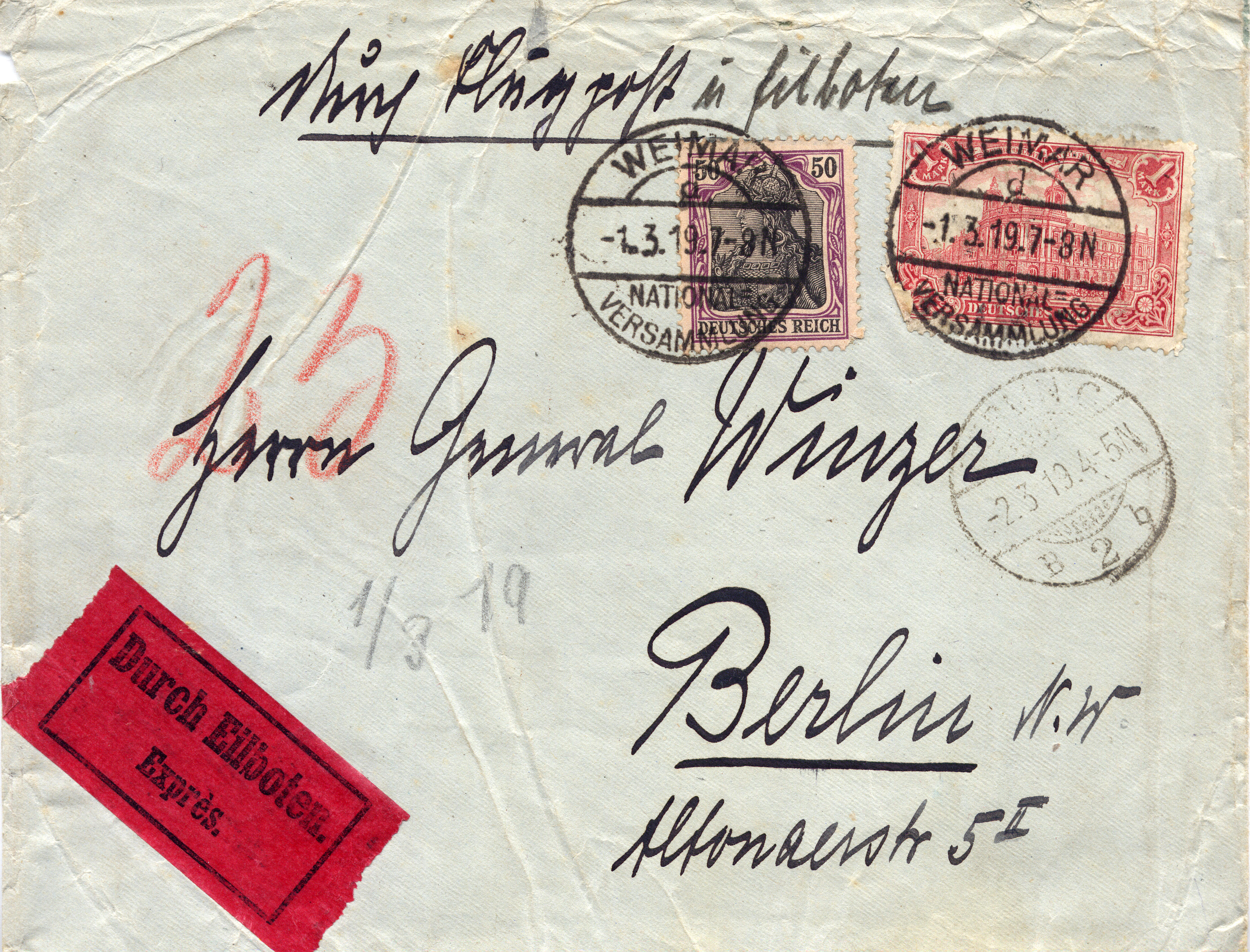
Briefumschlag, Durch Flugpost u. Eilboten von der Weimarer Nationalversammlung nach Berlin am 1. März 1919

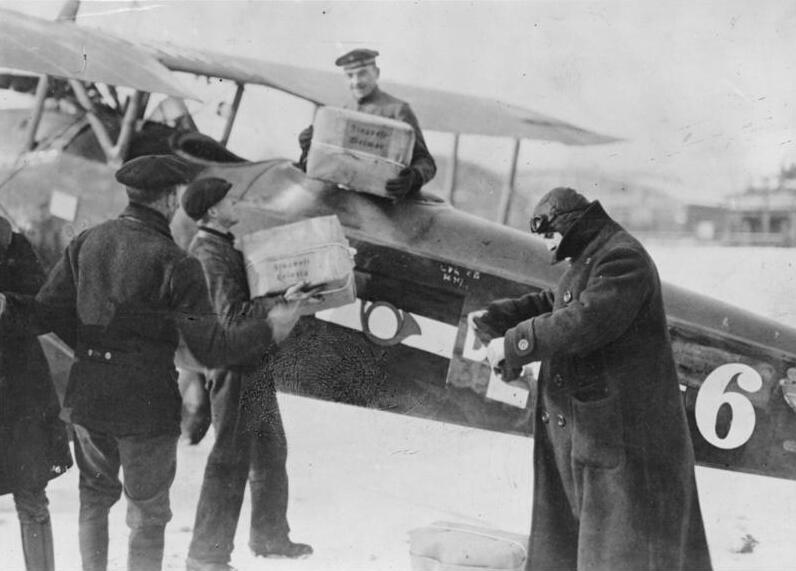
Berliner Flugpost nach Weimar, Februar 1919

Die ersten regelmäßigen staatlichen Flugpostverbindungen unter deutscher Regie wurden gegen Ende des Ersten Weltkrieges an der Ostfront in Russland und im Baltikum eingerichtet. Die Geschichte der zivilen Luftpost in Deutschland begann am 6. Februar 1919. Der Anlass war die Eröffnung der Konstituierung der Nationalversammlung in Weimar. Von diesem Tag an starteten zweimal täglich Flugzeuge der Deutschen Luft-Reederei in Berlin-Johannisthal, um Postsendungen – vor allem Zeitungen – von der Hauptstadt zum Tagungsort in Weimar zu transportieren. Diese Flugpostverbindung konnte vorerst ausschließlich von den Abgeordneten der Nationalversammlung in Anspruch genommen werden, die wegen der revolutionären Lage in Berlin in die damalige thüringische Hauptstadt ausgewichen war. Wenige Monate später wurde diese Flugpostlinie auch für die Öffentlichkeit freigegeben.
Im März 1919 richteten dann die Junkers-Flugzeugwerke in Dessau den regelmäßigen Flugdienst nach Weimar ein. Im gleichen Jahr wurde auch in Bayern regelmäßige Postflüge eingerichtet.
In den folgenden Jahren fand ein rascher Ausbau des Flugpostverbindungen in Deutschland wie auch in ganz Westeuropa und den USA statt. Am 11. August 1920 wurden die ersten Flugpostflüge von Deutschland ins Ausland durchgeführt. Das angeflogene Ziel war die schwedische Hafenstadt Malmö.
Ab dem Jahr 1921 führte die Deutsche Reichspost besondere Flugpostbestätigungsstempel und Flugpostklebezettel ein. Im Jahre 1922 bestanden bereits 13 verschiedene Luftpostlinien. Im Mai 1923 wurden in Berlin die ersten Luftpostbriefkästen Deutschlands aufgestellt. Diese besonderen, blau lackierten Briefkästen dienten nur zum Einwurf von Luftpostsendungen und sollten eine schnellere Bearbeitung und Weiterleitung der Luftpostsendungen ermöglichen. 1924 fand die erste Nachtflugpost zwischen Berlin, Kopenhagen und Stockholm statt.
Am 6. Januar 1926 kam es zur Gründung der Deutschen Luft Hansa Aktiengesellschaft (seit 1934 Deutsche Lufthansa). Bis dahin waren die Aero Hansa AG, die Deutsche Aero Lloyd AG und die Junkers Luftverkehr AG für die Luftpostbeförderung verantwortlich gewesen. Da jedoch Reich, Länder und Kommunen den Unternehmen, die sich einen ruinösen Wettbewerb lieferten, die Subventionen zu streichen drohten, schlossen sie sich unter dem Druck der Banken und des Staates zu der neuen Fluggesellschaft zusammen. Die Luft Hansa musste sich verpflichten, bei jedem Flug genügend Platz für den Transport von Postsendungen freizuhalten. Der stetige Ausbau des weltweiten Flugnetzes und die ständigen Weiterentwicklungen bei Flugzeugen führten zu einem stürmischen Ausbau der Luftpost. Vor Beginn des Zweiten Weltkrieges wurde bereits ein Großteil der Auslandssendungen durch Flugzeuge befördert. Dennoch war die Luftpostbeförderung über weite Entfernungen, bedingt durch die vergleichsweise geringe Reichweite der Flugzeuge, extrem aufwendig. So wurde beispielsweise die Post von und nach Südamerika in mehreren Etappen über Bathurst (Gambia) und Natal (Brasilien) transportiert. Die Atlantiküberquerung zwischen Westafrika und Brasilien erfolge mit einem Flugboot und einer Zwischenlandung auf dem Atlantik an einem Flugstützpunktschiff. Der Zwischenstopp war nötig um die Flugzeuge zu warten und aufzutanken, teilweise auch auszutauschen.
Zu den berühmtesten Flugpostpiloten der damaligen Zeit gehört Antoine de Saint-Exupéry.

### Luftschiffe für den Posttransport

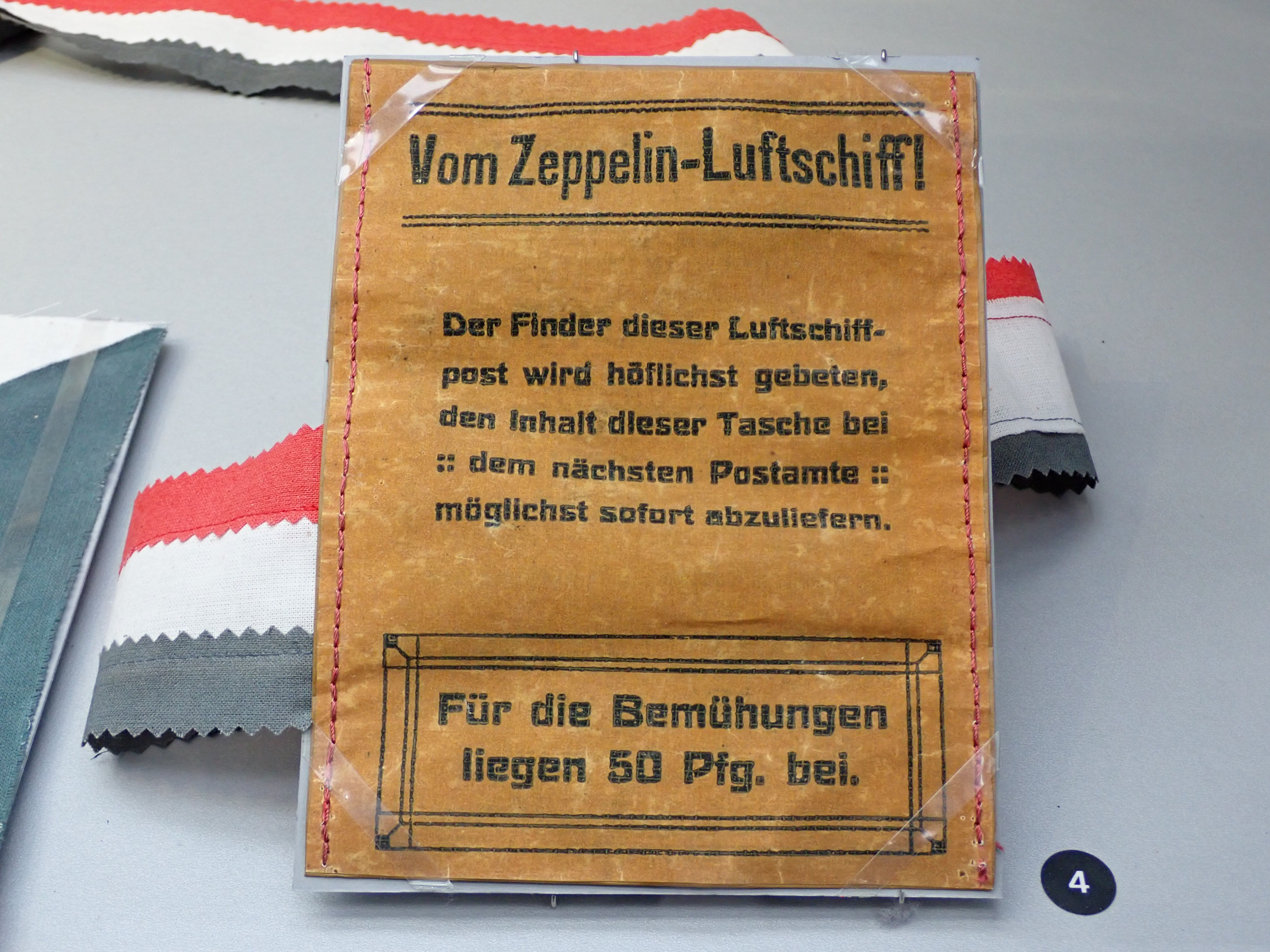
Postabwurfbeutel für Luftschiffpost, Zeppelinmuseum Friedrichshafen

Neben Flugzeugen wurden auch Luftschiffe für den Posttransport eingesetzt.

### Der Zweite Weltkrieg und das vorläufige Ende der Deutschen Luftpost
Während des Zweiten Weltkrieges wurde die Luftfeldpost zu einer der wichtigsten Kommunikationsmöglichkeiten zwischen Front und Heimat. In fast allen beteiligten Ländern wurde das Luftpostnetz entscheidend ausgebaut und die Luftpost weiterentwickelt. Im Deutschen Reich war die Beförderung von Briefen durch die Luftfeldpost vor allem für weit von der Heimat entfernte Fronten gedacht. Zwischen dem 17. April und dem 9. Mai 1942 wurde in Biała Podlaska bei Brest-Litowsk der erste Ausgangspunkt für die deutsche Flugfeldpost eingerichtet. Die angeflogenen Ziele richteten sich nach dem jeweiligen Frontverlauf. Als Transportflugzeug wurde meist die Junkers Ju 52 eingesetzt. Im Mai 1944 wurde der Ausgangspunkt nach Litzmannstadt (Łódź) verschoben. Wenige Monate später, am 6. Juli 1944, wurde der deutsche Luftfeldpostdienst ganz eingestellt. Die Westalliierten waren in der Normandie und in Südfrankreich gelandet; die Wehrmacht war an allen Fronten auf dem Rückzug.
Das Deutsche Reich gab ab dem 18. April 1942 eigene Zulassungsmarken für Luftfeldpostbriefe heraus. Jeder deutsche Soldat erhielt pro Monat vier solcher Briefmarken, nach einer Portoerhöhung im Mai 1943 acht Zulassungsmarken. Damit konnte er insgesamt vier Briefe oder Postkarten in die Heimat freimachen. Die Briefmarken wurden an Soldaten an Frontabschnitten im Osten, auf dem Balkan und in Skandinavien ausgegeben, sofern diese mit dem Luftfeldpostnetz in Verbindung standen. Neben dem Deutschen Reich gaben auch andere Länder während des Zweiten Weltkriegs eigene Luftfeldpostmarken heraus. Das verbündete Italien gab im Juni 1943 sogar eigene Luftfeldpost-Eilmarken heraus.
Die Westalliierten besaßen ein ähnlich stark ausgeprägtes Luftfeldpostnetz wie das Deutsche Reich. Die alliierten Airgraph-Dienste (V-Mail) der britischen und amerikanischen Streitkräfte bestanden während der Kriegsjahre 1941 bis 1945. Am 21. April 1941 wurde die erste Feldpostlinie von Kairo nach London vom Airgraph-Dienst eröffnet. Die Soldaten schrieben die zu verschickenden Nachrichten auf spezielle Formulare, die anschließend mikrofotografisch auf Schmalfilm festgehalten wurden. Nach der Ankunft der Schmalfilme in der Heimat wurden die einzelnen Nachrichten vergrößert an den Empfängern zugestellt. Aus dem militärischen Prinzip einer möglichst gewichtssparenden Nachrichtenübermittlung via Flugzeug entstand später das zivile Aerogramm.
Nach der bedingungslosen Kapitulation der Wehrmacht am 8. Mai 1945 wurde der Luftpostverkehr in den nun besetzten deutschsprachigen Gebieten Österreich und Deutschland von ausländischen Unternehmen übernommen. In Österreich bestand bereits zwei Jahre nach Kriegsende wieder ein regelmäßiger Luftpostdienst; in Deutschland konnten erst ab 20. Oktober 1948 alle Einwohner der Bundesrepublik Luftpostsendungen aufgeben. Im Jahre 1954 kam es in der Bundesrepublik zu einer Neugründung der Deutschen Lufthansa, die nach Kriegsende ihren Flugbetrieb eingestellt hatte. Ab 1. April 1955 gab es wieder erste regelmäßige deutsche Luftpostflüge. Kurze Zeit später, am 17. Mai 1955, wurden wieder internationale Ziele postalisch durch die westdeutsche Lufthansa miteinander verbunden. In der DDR gab es ebenfalls eine Luftverkehrsgesellschaft namens Lufthansa, die ebenso für die Luftpost verantwortlich war.

### Die Luftbrücke nach Berlin
Ein besonderes Kapitel in der Geschichte der Luftpost bildet die Luftbrücke nach Berlin. Hier konnte die Luftpost zum ersten Mal durch keine andere Postbeförderungsart unterstützt oder ersetzt werden. Die Luftbrücke nach Berlin wurde von den West-Alliierten mit Flugzeugen errichtet, um die größte deutsche Stadt mit lebensnotwendigen Gütern zu versorgen. Dies konnte nur noch auf dem Luftweg geschehen, da die Sowjetische Besatzungsmacht ab 24. Juni 1948 eine vollständige Blockade West-Berlins errichtete.
Obwohl die Luftbrücke eigentlich zunächst nur für den Transport der lebensnotwendigsten Güter vorgesehen war, beförderte man bald auch Post in beide Richtungen. Hierfür wurden keinerlei zusätzliche Gebühren durch die Alliierten verlangt. Die West-Berliner Post verwendete für diese besonderen Postsendungen zwei eigens geschaffene Poststempel. Diese Maschinenstempel trugen die Inschrift Luftbrücke Berlin beziehungsweise Kauft vom Blockierten Berlin. Neben diesen beiden amtlichen Poststempeln waren jedoch noch zahlreiche private Bestätigungsstempel in Verwendung.
Nach fast einjährigem Bestehen der Berliner Luftbrücke musste die Sowjetunion schließlich einsehen, dass diese die Versorgung Berlins garantierte und unbegrenzt weitergeführt werden konnte. Sie entschlossen sich daher, die Blockade West-Berlins am 12. Mai 1949 um 0.01 Uhr wieder aufzuheben.

### Die moderne Luftpost und der Einfluss der Philatelie
Zur Zeit der ersten Postflüge von Flugzeugen waren zahlreiche Absender dazu bereit, eine hohe Luftpostbeförderungsgebühren zu zahlen, um spezielle Briefe schnell zustellen zu lassen. 

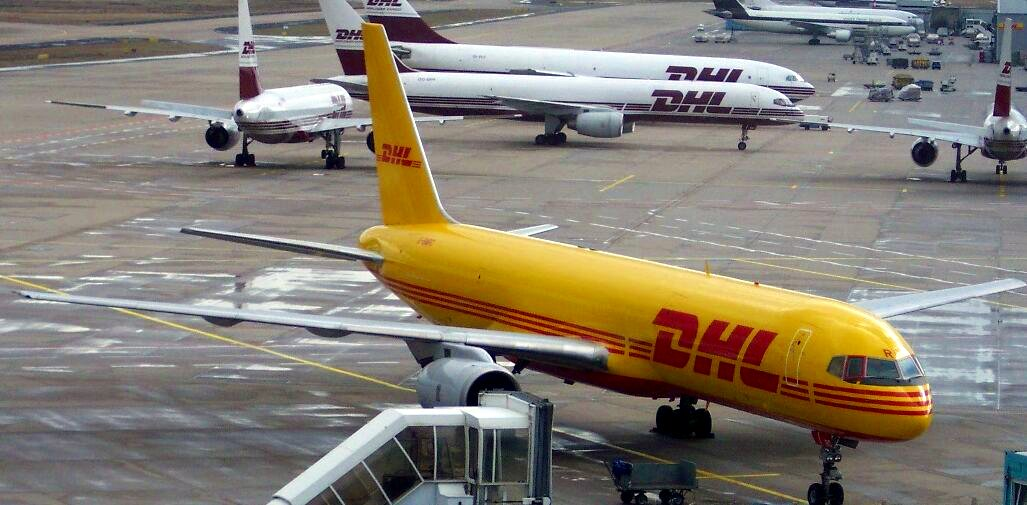
Frachtflugzeug der DHL

Mit der Zeit verlor das Flugzeug seinen besonderen Status und wurde schließlich zu etwas Alltäglichem. Luftpost wird heute als etwas Selbstverständliches wahrgenommen. In den meisten europäischen Ländern muss schon lange keine zusätzliche Luftpostgebühr mehr entrichtet werden. In den Vereinigten Staaten gibt es jedoch durchaus noch solche Gebühren. Dies rührt daher, dass in den USA ein starker Konkurrenzkampf zwischen privaten Kurierdiensten wie FedEx und UPS und der staatlichen Post „United States Postal Service“ herrscht. Deshalb sind diese Unternehmen stets darauf bedacht, ihre Leistungen preisgünstig anzubieten. Die Postbeförderung auf dem Landweg (LKW oder Bahn) ist preisgünstiger als die per Flugzeug.
In den meisten europäischen Ländern gibt es keinen so starken Konkurrenzkampf zwischen staatlichen und privaten Unternehmen. Dies lässt sich meist auf bestehende oder erst kürzlich aufgelassene Postmonopole zurückführen. Private Kurierdienste in Mitteleuropa setzten meist auf eine schnellere, aber teurere Postbeförderung.
Das Luftpostaufkommen in Deutschland, aber vor allem von Deutschland in das außereuropäische Ausland, steigt ständig. Dies zeigt, wie wichtig die Luftpost zur raschen postalischen Verbindung weit voneinander entfernter Orte ist. Besonders große Bedeutung hat sie in Regionen der Welt, die – abgesehen vom Flugzeug – nur schwer zugänglich sind. Stellvertretend hierfür sei Australien, im Speziellen die Gebiete im Zentrum des Kontinents abseits der großen Ballungsgebiete an den Küsten, genannt.
Meist wird die Luftpost heutzutage in Zusammenhang mit anderen Beförderungsarten wie Bahnpost oder Schiffspost verwendet[Beleg?], um eine schnellstmögliche, aber auch billige Zustellung der Postsendung zu garantieren. Die Bedeutung der Luftpost ist in Ländern ohne Bahn- und Schiffspost ungleich höher als in Mitteleuropa, da dort keine wirkliche Alternative zur Luftpost existiert. Dies betrifft vor allem Paketsendungen, da reine Nachrichtenübertragungen heutzutage nicht mehr auf den Postweg angewiesen sind.
Luftpost wird heute fast ausschließlich mit Flugzeugen durchgeführt. Andere Luftpostbeförderungsarten haben meist philatelistische Hintergründe und keine postalische Bedeutung. Zu diesen Beförderungsarten ist vorneweg die „Raketenpost“ zu nennen. Obwohl durchaus ernste Versuche von einzelnen Postwesen mit einer Postbeförderung durch Raketen gemacht wurden, findet diese meist auf private Initiative statt und hat keinerlei postalischen Sinn. Die erste Raketenpost fand bereits 1931 durch den Österreicher Friedrich Schmiedl statt. Neben der Raketenpost gibt es außerdem Ballonpost, Zeppelinpost, Helikopterpost und ähnliche Luftpostbeförderungsarten, die eigens für Philatelisten durchgeführt werden.
Heute wird ein Luftpost-Brief in den Ländern der EU als Brief angesehen, der binnen 48 Stunden beim Empfänger eintrifft. Ob der Brief dabei per Luft oder per Straße transportiert wurde, spielt nur noch eine sekundäre Rolle.[Beleg?]
Die europäische Luftpost unterliegt derzeit dem Wandel der europäischen Liberalisierung. Früher wurde ein Luftpost-Brief von der staatlichen Fluggesellschaft für die staatliche, mit Monopolen gesicherte Postgesellschaft transportiert. Die staatlichen Luftfahrtgesellschaften unterliegen im europäischen Raum mehr und mehr dem Sparzwang aufgrund der von Billigfluggesellschaften gestarteten Preisoffensiven. In der Konsequenz werden kleinere Flugzeuge eingesetzt, die nicht mehr so viel Fracht transportieren können wie erforderlich.
Mit dem Wegfall der Monopole auf den Transport von Briefen sehen sich die ehemals staatlichen Postgesellschaften auch im Wettbewerb und entwickeln ein immer größeres Interesse an gewinnorientiertem Arbeiten.
Der Wettbewerb der Luftfahrtgesellschaften und der Wettbewerb der Postgesellschaften hat dazu geführt, dass Briefe nur noch begrenzt mit dem Flugzeug transportiert werden. Mehr und mehr werden die je nach Land Luftpost-, Priority- oder A-Post genannten Briefe auf dem Landweg mit Transportern zwischen den europäischen Ländern bewegt.

## Philatelie

### Sendungsformen der Luftpost

#### Gewöhnliche Postsendungen
Einen Unterschied zwischen Luftpostsendungen und gewöhnlichen Postsendungen gibt es streng genommen nicht. Bei einer Luftpostsendung handelt es sich ebenso um einen Brief, eine Postkarte oder ein Paket wie bei einer normalen Postsendung, nur dass diese eben einen Teil der Beförderungsstrecke in der Luft zurückgelegt haben und einen entsprechenden Nachweis erhalten. Früher wurden Luftpostsendungen mit den Worten „Mit Flugpost“ oder durch einen speziellen Aufkleber, der diese Aufschrift trägt, angewiesen. Üblicherweise war für Luftpostbeförderung auch Extra-Porto fällig. Seit der Errichtung des Nachtluftpostnetzes legt ein bedeutender Anteil des gesamten Postaufkommens einen Teil seiner Beförderungsstrecke im Flugzeug zurück, erhält jedoch keinen speziellen Flugbestätigungsvermerk. Durch den Wegfall der Luftpostgebühren kann der Absender ohnehin nur noch scheinbar einen Einfluss auf die Art der Postbeförderung nehmen.
Flugpostbelege sind das Herzstück jeder aerophilatelistisch orientierten Sammlung. Der Sammler achtet bei diesen Belegen auf eine Vielzahl von Besonderheiten. Hierzu zählen unter anderem die verwendeten Briefmarken sowie die Stempel auf der Postsendung. Weiter achtet der Sammler darauf, ob es sich um einen besonderen Flug, beispielsweise um einen Eröffnungsflug, handelt. Besondere „Leckerbissen“ sind Postsendungen aus verunglückten Flugzeugen, die gerettet werden konnten. Diese werden meist mit eigenen Stempeln versehen.

#### Spezielle Postsendungen
Im Laufe der Zeit entwickelte sich eine Reihe von Postsendungsarten, die speziell für die Luftpost hergestellt werden. Den Beginn in dieser Reihe machen die Ballonbriefe aus der Zeit der Pariser Ballonpost. Besonders während des Zweiten Weltkriegs zeigten sich die Vorteile einheitlicher Luftpostsendungen. Aus diesen Erkenntnissen entwickelte sich schließlich das Aerogramm, das heute vergleichsweise nur noch selten benutzt wird. In Großbritannien erscheinen jedoch jährlich eigens gestaltete Weihnachtsaerogramme.

### Luftpostmarken

#### Amtliche Luftpostmarken

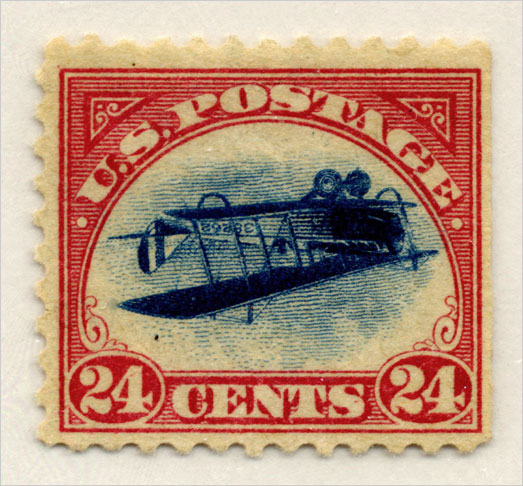
Inverted Jenny

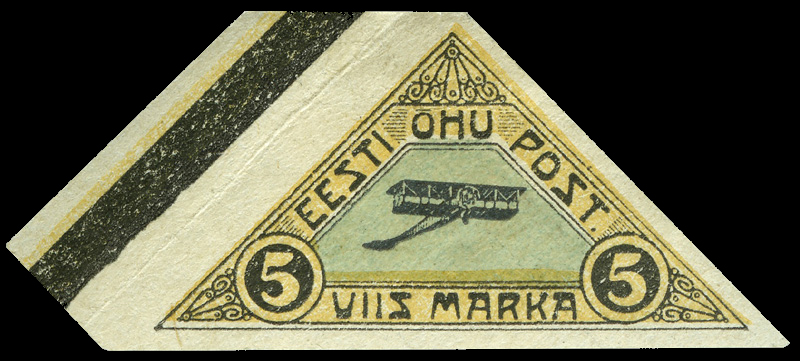
Luftpostmarke Estland (1921–1923)

Amtliche Luftpostmarken wurden weltweit das erste Mal im Jahre 1917 in Italien ausgegeben. Sie können ausschließlich zur Freimachung von Luftpostsendungen verwendet werden und weisen aufgrund des teureren Luftpostportos höhere Nominale als gewöhnliche Freimarken auf. Damit wollten die einzelnen Postwesen der Welt der anfänglichen Besonderheit dieser Postbeförderung Rechnung tragen. Heutzutage haben die meisten Länder die Ausgabe von Luftpostmarken wieder eingestellt, an ihre Stelle sind gewöhnliche Freimarken getreten. Manche Länder geben jedoch noch weiter eigene Luftpostmarken aus, um mit dem Verkauf an Sammler ihre Einnahmen zu steigern.
Luftpostmarken sind ein fester Bestandteil jeder aerophilatelistischen Sammlung. Die unter Sammlern berühmteste Luftpostmarke ist auch vielen Nicht-Philatelisten ein Begriff. Es handelt sich hierbei um den US-amerikanischen Briefmarkenfehldruck „Inverted Jenny“ aus dem Jahre 1918. Dieser seltene Fehldruck unterscheidet sich von der Originalmarke dadurch, dass das Flugzeug, eine Curtiss Jenny, im Zentrum des Briefmarkenmotivs verkehrt herum gedruckt wurde. Bislang sind nur 100 Exemplare dieser philatelistischen Rarität bekannt geworden. Die Inverted Jenny ist die Krönung jeder aerophilatelistischen Sammlung.
Im Laufe der Zeit entstanden zahlreiche verschiedene Formen von amtlichen Luftpostmarken. Der mittelamerikanische Staat Guatemala gab beispielsweise Luftpost-Auslandsmarken, die nur für in das Ausland gerichtete Sendungen verwendet werden konnten und analog hierzu Luftpost-Inlandsmarken heraus. Russland verausgabte eigene Luftpost-Dienstmarken, die für die Bezahlung von Luftpostsendungen des russischen Konsulates dienten.

#### Flugmarken
Flugmarken wurden im Gegensatz zu Luftpostmarken stets von privater Seite verausgabt. Es handelt sich dabei um markenähnliche Vignetten, die es bereits vor den ersten Flugpostmarken gab. Sie dienten zur Finanzierung von Flugveranstaltungen, in deren Rahmen eine Flugpostbeförderung stattfand. Dazu musste eine Flugmarke vom Veranstalter gekauft und auf die zu befördernde Sendung geklebt werden. Wünschte der Adressat eine Weiterbeförderung nach der Landung des Flugzeuges, musste die Postsendung zusätzlich mit Freimarken frankiert werden.
Solche Vignetten erschienen beispielsweise zur Anfangszeit der Flugpost in Deutschland und in der Schweiz. Nachdem die Popularität des Flugzeuges nach einiger Zeit wieder sank, schwand auch die Anzahl solcher Flugveranstaltungen. Im Jahre 1933 wurde in Deutschland schließlich die letzte Flugmarke ausgegeben.
Flugmarken werden nicht von allen Aerophilatelisten in ihre Sammlung aufgenommen, da diese Briefmarken nie eine postalische Bedeutung hatten. Da sie jedoch von der Post meist genehmigt wurden, sprechen andere Sammler von halbamtlichen Flugmarken und machen diese zu einem festen Bestandteil ihrer Sammlung.

#### Flugpost-Zulassungsmarke

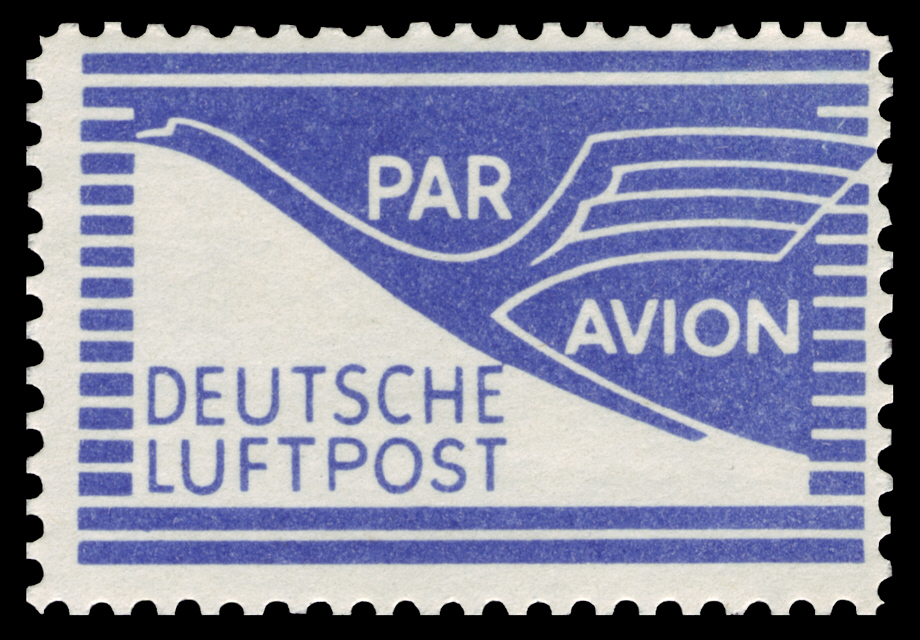
Flugpost-Zulassungsmarke für die Bizone (1948)

Im Jahr 1948 gab die Joint Export Import Agency für die Bizone eine Flugpost-Zulassungsmarke heraus, um das Luftpostaufkommen in der Bizone zu regulieren. Diese Marke wurde in festgelegten Stückzahlen kostenlos an international tätige Firmen abgegeben und musste mit dem Porto auf Luftbriefe geklebt werden. Ohne diese Zusatzmarke erfolgte keine Beförderung als Luftpost.
Marken mit ähnlicher Funktion gab es im Zweiten Weltkrieg für deutsche Truppen, um das Aufkommen an Luftpost zu reduzieren. Pro Monat erhielten beispielsweise Soldaten auf den Ägäisinseln 1944/45 acht Exemplare, von denen meist die Hälfte ungebraucht an die Heimat gesandt wurden, damit Luftpostbriefe von dort auch an die Front gesendet werden konnten.

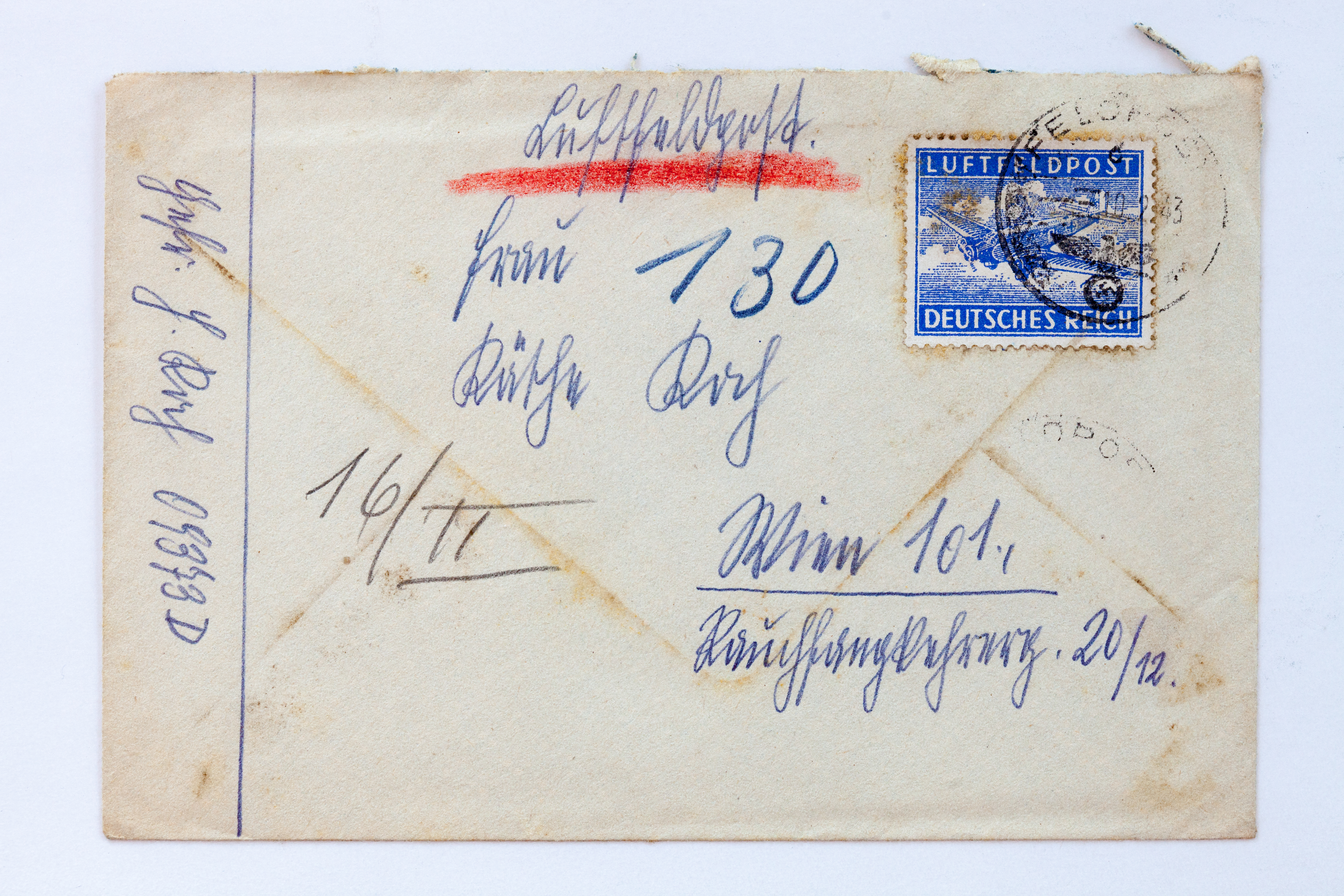
Feldpostbrief mit Luftpost-Zulassungsmarke, Februar 1943

#### Luftpostklebezettel

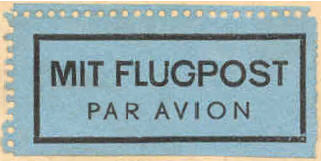
Luftpostklebezettel

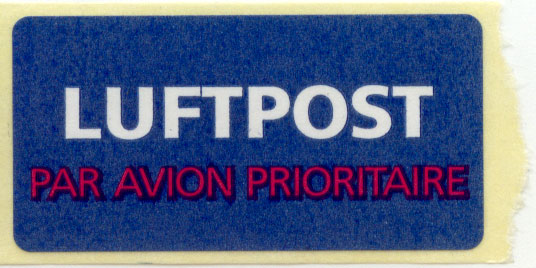
Luftpostaufkleber wie von der Deutschen Post ausgegeben

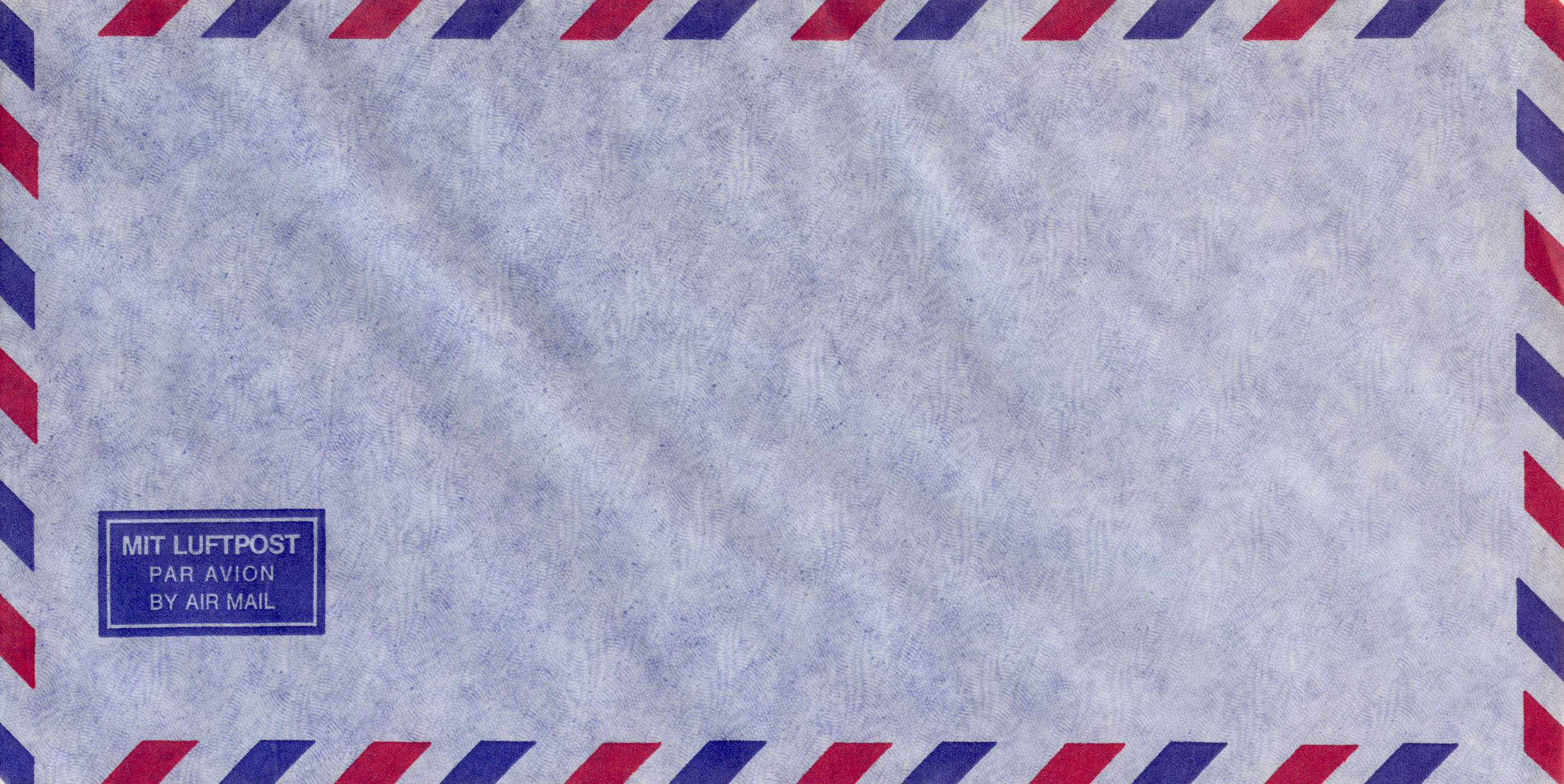
Luftpostumschlag

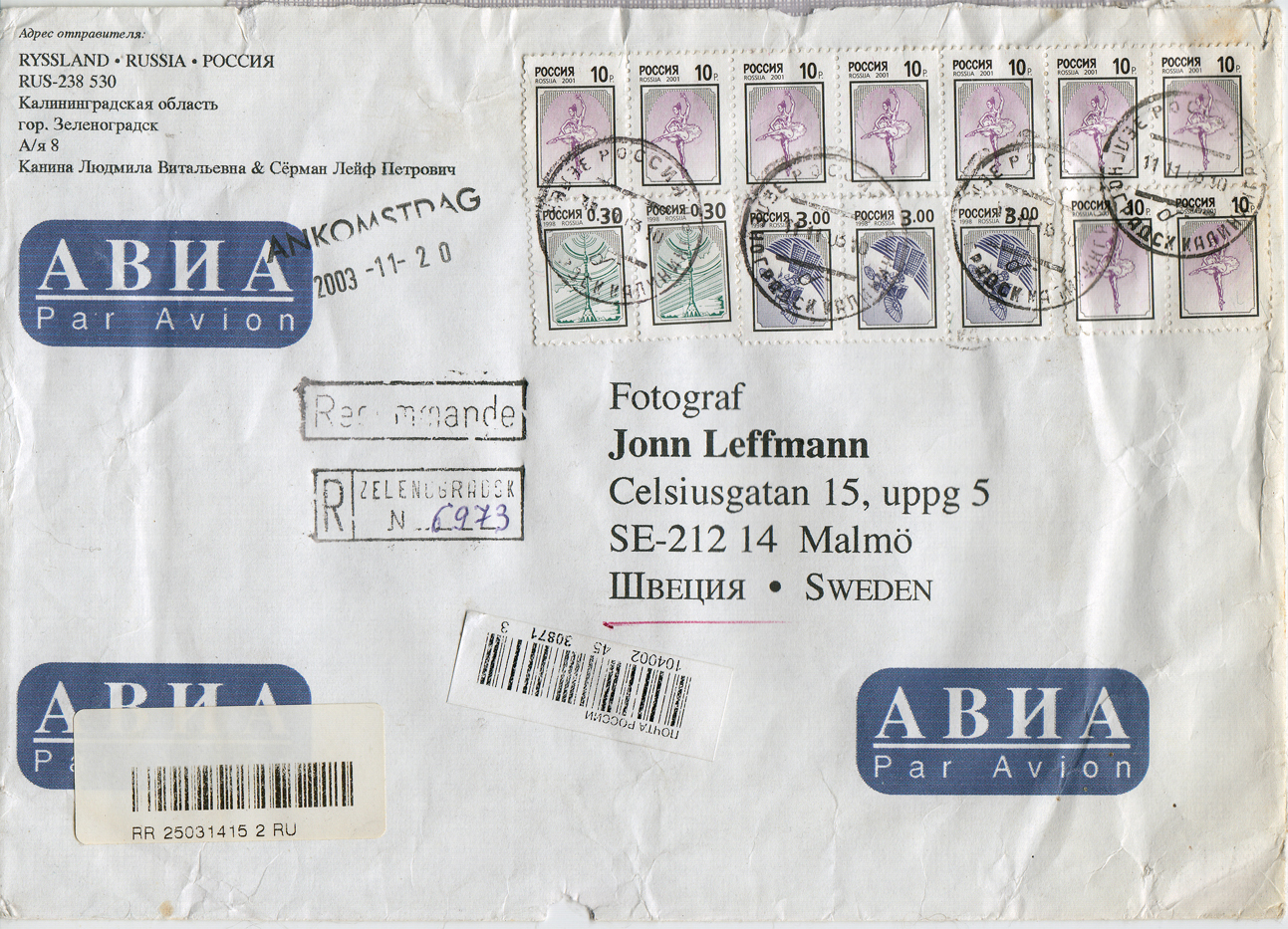
Ein Luftpostumschlag für die Luftpost von Zelenogradsk über Kaliningrad nach Malmö im Jahr 2003.

Bei Luftpostklebezetteln handelt es sich nicht um Briefmarken. Sie weisen zwar durch ihre Zähnung, ihre Form und ihre Gummierung das äußere Erscheinungsbild einer Briefmarke auf, haben jedoch keinen postalischen Wert. Die aufklebbaren Zettel werden von der Post gratis abgegeben und dienen ausschließlich zur Kennzeichnung von durch Luftpost zu befördernde Sendungen. Luftpostklebezettel sind meist in blauer Farbe gehalten und besitzen neben ihrer Inschrift „Mit Flugpost“ kein Motiv. Diese Inschrift ist neben der Landessprache meist noch auf Französisch, seltener auf Englisch angegeben. Dies rührt daher, dass vom 1874 gegründeten Weltpostverein „UPU“ Französisch als Weltpostsprache gewählt wurde. Das bedeutet, dass jede Postsendung, die auf Französisch adressiert war, theoretisch weltweit ohne Probleme zugestellt werden sollte. Daher erklärt sich auch der Zusatz „Prioritaire“, der die Vorrangigkeit der Sendung anzeigt.
Bei Luftpostklebezettel muss es sich jedoch nicht zwangsläufig um aufklebbare Zettel im Briefmarkenformat handeln. Bei Aerogrammen und anderen speziellen Luftpostumschlägen sind diese bereits eingedruckt. Sendungen ohne Luftpostklebezettel werden jedoch in der Regel genauso durch Luftpost transportiert wie Sendungen mit solchen Vignetten. Trotzdem haben sie sich, im Gegensatz zu den anderen Luftpostmarkenarten, bis heute gehalten.
Luftpostklebezettel müssen nicht zwingend in einer Luftpostsammlung vorhanden sein. Sie gelten mehr als ein Randgebiet der Philatelie, dem nur von wenigen Sammlern Beachtung geschenkt wird.

### Luftpoststempel in der Philatelie

#### Amtliche Luftpoststempel
Bei amtlichen Luftpoststempeln handelt es sich um gewöhnliche Poststempel der Post. Sie werden jedoch ausschließlich für die Entwertung von Luftpostsendungen verwendet. Der einzige Unterschied zu Ortstempeln besteht in der Inschrift der Luftpoststempel. Diese weist für gewöhnlich einen Hinweis auf die besondere Beförderung des Beleges auf. Die Inschrift bei einem Luftpoststempel lautet beispielsweise * Wien * / 30. 3. 1929 / (Flugpost).
Heutzutage werden Luftpoststempel kaum noch von der Post verwendet. Sie wurden meist aus Gründen der einfacheren Handhabung abgeschafft. Eine besondere Kennzeichnung ist heutzutage auch nicht mehr notwendig, da diese Beförderungsart bei weiteren Entfernungen so gut wie immer verwendet wird.

#### Bestätigungsstempel

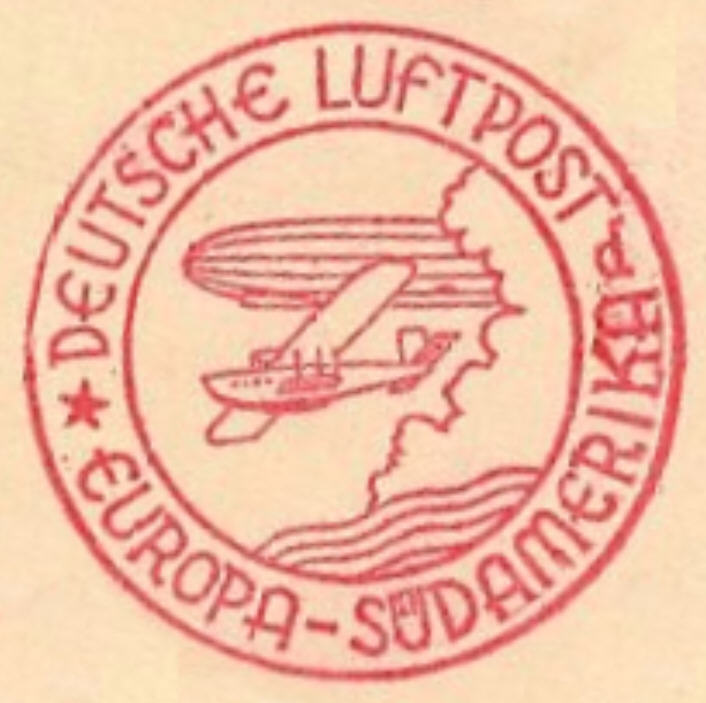
Bestätigungsstempel für Zeppelinpost

Bei Bestätigungsstempeln handelt es sich in Gegensatz zu Luftpoststempel nur selten um postamtliche Stempel. Sie werden meist auf private Initiative hergestellt. Die Bestätigungsstempel sollen einen zusätzlichen Nachweis erbringen, dass ein Brief auf eine bestimmte Art befördert wurde. Dazu wird der Bestätigungsstempel auf die Postsendung, jedoch niemals auf eine Briefmarke abgeschlagen. Der erste Bestätigungsstempel dieser Art stammte vom 18. Februar 1911 anlässlich der ersten offiziellen Postbeförderung zwischen zwei verschiedenen Orten in Indien.
Zu Beginn der Luftpost durch das Flugzeug wurden Bestätigungsstempel häufig und gerne verwendet. Besonders die Bestätigungsstempel der Zeppelinpost waren und sind bei Philatelisten sehr beliebt. Heutzutage verwendet man Bestätigungsstempel nur noch bei besonderen Luftpostbeförderungen, wie Helikopterflüge, die meist in einer philatelistischen Rahmenveranstaltung stattfinden.

#### Ausfallsstempel
Eine besondere Art der Luftpoststempel ist der Ausfallsstempel. Dieser wird immer dann verwendet, wenn ein bestimmter Flug ausfällt oder verschoben wird. Heutzutage kann meist ein Ersatzflug gefunden werden. Bei bestimmten Flügen, beispielsweise bei angekündigten Eröffnungsflügen, muss dies allerdings trotzdem mit einem Ausfallsstempel auf der Postsendung vermerkt werden. Bei diesem Ausfallsstempel handelt es sich meist um einen Gummistempel, der kurzerhand hergestellt werden musste.
Ausfallsstempel stellen keine große philatelistische Besonderheit dar, da immer die gesamten Postsendungen eines ausgefallenen Fluges betroffen sind. Dies bedeutet, dass beispielsweise ein Beleg eines ausgefallenen Erstfluges nur mit einem Ausfallsstempel existieren kann.

#### Katastrophenstempel
Bei den seltensten und philatelistisch beliebtesten Luftpoststempeln handelt es sich um die Katastrophenstempel. Diese kommen immer dann zum Einsatz, wenn Postsendungen nach dem Absturz eines Flugzeuges oder Zeppelins gerettet werden können. Solche Postsendungen werden in der Regel mit einem improvisierten Gummistempel versehen, der Auskunft über Gründe der meist vorhandenen Blessuren der Postsendungen gibt.
Da solche Belege naturgemäß nur sehr selten vorkommen, erzielen sie bei Briefmarkenauktionen oft erhebliche Preise.

### Zur Luftpost allgemein
- Burkhard Fiebig, Annegret Holtmann (Hgg.): 100 Jahre Postflug. Der erste amtliche Postflug 1912. Hg. im Auftrag des Fördervereins August-Euler-Luftfahrtmuseum, Darmstadt 2012.
- Robert Paganini: Geschichte der Luftpost. Historischer Katalog sämtlicher Luftposten. Verlag von Edmund Stein, Potsdam 1920.
- Jochen Stenzke: Michel Zeppelin- und Flugpost-Spezial-Katalog 2002. Schwaneberger Verlag, Unterschleißheim 2002, ISBN 3-87858-536-5.

### Zur historischen Ballonpost
- Günther Heyd: Paris par Moulins (Die Ballons von Paris) 1870/71. Verlag von Edgar Mohrmann, Hamburg 1973.
- Wilhelm Hofinger: Die älteste Luftpost der Welt. Historische Studie nach Originaldokumenten der Pariser Ballonpost 1870/71. Johannes Scheer, Stockach 1976.